# In der Glut des Südens
In der Glut des Südens (alternativer deutscher Titel Tage des Himmels, Originaltitel Days of Heaven) ist ein US-amerikanisches Filmdrama aus dem Jahr 1978. Der Film, der zur Zeit der Industrialisierung etwa ab 1916 in den Feldern von Texas spielt, wurde unter der Regie von Terrence Malick gedreht. Der Film gewann bedeutende Auszeichnungen, etwa den Regiepreis in Cannes sowie den Oscar für die Beste Kameraarbeit, und wurde 2007 in das National Film Registry aufgenommen.

## Handlung
In der Glut des Südens spielt gegen Abschluss des Gilded Age kurz vor dem Eintritt der USA in den Ersten Weltkrieg, etwa in den Jahren 1916 und 1917. Der in einer Chicagoer Stahlfabrik arbeitende Bill legt sich mit seinem Vorarbeiter an und tötet diesen bei einem Kampf. Zusammen mit seiner Geliebten Abby, die sich als seine Schwester ausgibt, und seiner kleinen Schwester Linda – die als Erzählerstimme des Filmes fungiert – flüchten sie nach Texas. Dort reihen sie sich in die Scharen von Erntehelfern auf den riesigen Weizenfeldern eines wohlhabenden, aber einsamen Farmers ein. Bill belauscht ein Gespräch und erfährt, dass der Farmer offenbar nur noch ein Jahr zu leben hat. Bill ist nicht entgangen, dass der Farmer ein Auge auf Abby geworfen hat, und so ermutigt er sie, diesen zu heiraten.
Nach kurzer Zeit heiratet der Farmer, der sich ernsthaft verliebt hat, Abby – gegen den Ratschlag seines langjährigen Vorarbeiters, der sie und Bill als Betrüger erkennt. So zieht die frisch Vermählte schließlich mit ihrem falschen Bruder und Linda in das Haus des Farmers. Die Ernte ist vorbei, und zusammen mit vagabundierenden Zirkusleuten erleben die vier einen unbefangenen Herbst auf der abgelegenen Farm. Nachts treffen sich Bill und Abby jedoch hinter dem Rücken des Farmers, bis Abby ihm gesteht, sich in den Farmer verliebt zu haben. Bill räumt das Feld, zumal der Farmer ersten Verdacht gegen die beiden schöpft, da ihm die Innigkeit ihrer Berührungen auffällt.
Zur nächsten Erntesaison im folgenden Jahr taucht Bill jedoch wieder auf, um seine vorgebliche Schwester zu besuchen. Da der Farmer gegen seine Erwartungen noch immer bei bester Gesundheit ist, will er schnell wieder abreisen. Der Farmer beobachtet, wie die beiden zärtliche Abschiedsgesten austauschen. Als seine Farm zusätzlich von Heuschreckenschwärmen heimgesucht wird, dreht er durch und setzt seine Felder in Brand. Als er auf Bill mit einer Pistole in der Hand zugeht, rammt ihm dieser im Affekt einen Schraubenzieher in die Brust. Der Farmer stirbt, Bill macht sich mit Abby und Linda erneut auf die Flucht. Doch der alte Vorarbeiter des Farmers ist ihnen hartnäckig auf den Fersen, und so wird Bill schließlich auf der Flucht von der Polizei erschossen.
Lindas und Abbys Wege trennen sich: Abby bändelt mit Soldaten, die in den Weltkrieg ziehen, an und steigt mit ihnen in einen Zug. In den letzten Bildern gelingt Linda gemeinsam mit einer Freundin, die sie bei der Ernte kennengelernt hatte, die Flucht aus einem Waisenhaus.

## Hintergrund

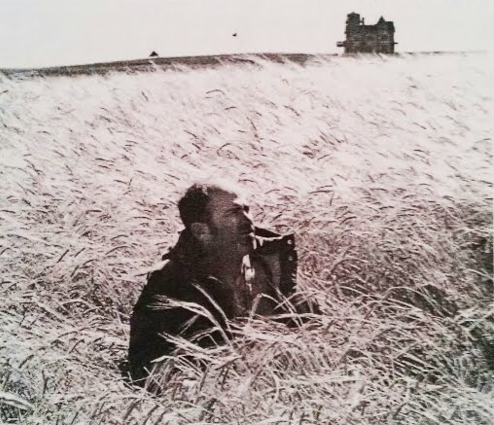
Terrence Malick bei den Dreharbeiten

Nach dem überraschenden Erfolg seines Debütfilms Badlands – Zerschossene Träume, der mit einem kleinen Budget von 350.000 US-Dollar gedreht wurde, standen dem Regisseur Terrence Malick alle Türen offen. So verblüfft In der Glut des Südens weniger durch die ausgefeilte oder außergewöhnlich „neue“ Geschichte als durch die Kraft der opulenten Bilder, von denen Martin Scorsese gesagt haben soll, man könne jedes Einzelbild dieses Films vergrößern und als Gemälde in einem Museum ausstellen. Malick entwarf die Handlungsgeschichte selbst und schrieb ein Drehbuch, in dem neben elaborierter Sprache viele biblische und philosophische Anspielungen untergebracht sind. Im Vergleich zwischen dem Drehbuchentwurf und dem fertigen Film fällt auf, dass Malick noch während und nach den Dreharbeiten viele der Dialoge und Handlungsstränge verwarf und mit den Schauspielern improvisierte. Anstelle der ursprünglich geplanten langen Dialoge wird im Film vergleichsweise wenig gesprochen und filmische, nonverbale Motive wie Naturphänomene und der Wechsel der Jahreszeiten vermitteln stattdessen Stimmungen und Gefühle.
Die Dreharbeiten fanden 1976 in der kanadischen Provinz Alberta, rund 3000 Kilometer nördlich vom eigentlichen Handlungsort Texas gelegen, statt. Malick und Kameramann Néstor Almendros verzichteten (ähnlich wie Stanley Kubrick in Barry Lyndon) weitgehend auf künstliches Licht und drehten die Außenaufnahmen hauptsächlich zur Morgen- oder Abenddämmerung (der sogenannten Magic Hour) oder nachts. Ein zeitaufwendiges Verfahren, da sich die tatsächliche Drehzeit dadurch auf maximal eine Stunde täglich beschränkte. Almendros erinnerte sich später, dass viele der Crewmitglieder erfahrene, sehr routinierte Hollywood-Fachmänner waren, die sich von der ungewöhnlichen Drehweise irritiert zeigten und sich häufiger beschwerten. Almendros, der für die letzten 19 von 72 Drehtagen durch Haskell Wexler ersetzt wurde, weil er bereits bei Truffauts Der Mann, der die Frauen liebte zugesagt hatte, wurde für den Film 1979 mit einem Oscar ausgezeichnet. Haskell Wexler äußerte allerdings später, er habe den Film einmal mit einer Stoppuhr gesehen und nachgemessen, dass er mehr Szenen im fertigen Film als Almendros gedreht hätte. Trotzdem wird Wexler im Abspann nur als „zusätzlicher Kameramann“ erwähnt.
Der italienische Filmkomponist Ennio Morricone wurde für die Filmmusik von Days of Heaven beauftragt und erhielt hierfür später seine erste Oscar-Nominierung. Morricone integrierte in seine Eigenkomposition das berühmte Stück Aquarium aus Karneval der Tiere von Camille Saint-Saëns, das bereits im Vorspann als Themenmotiv des Filmes erklingt.
Malick verbrachte nach den Dreharbeiten noch zwei Jahre über dem Schnitt des Films. Er gewann bei den Internationalen Filmfestspielen von Cannes 1979 den Preis als bester Regisseur. Nach Entgegennahme des Preises verabschiedete sich Malick von der Öffentlichkeit. Erst 20 Jahre später sollte er mit Der schmale Grat ins Filmgeschäft zurückkehren. An den damaligen Kinokassen spielte der Film rund 3,66 Millionen US-Dollar ein, was bei dem Budget von rund drei Millionen US-Dollar keinen nennenswerten Erfolg bedeutete.

## Synchronisation
Die deutsche Synchronfassung von Days of Heaven entstand 1978 bei der Berliner Synchron nach einem Dialogbuch von Marianne Groß unter Synchronregie von Joachim Kunzendorf. Richard Gere als Bill wird von Lutz Riedel gesprochen, Brooke Adams als Abby von Evamaria Miner. In den weiteren Rollen sprechen Dorette Hugo als die Erzählerin Linda (Linda Manz), Hans-Georg Panczak als der Farmer (Sam Shepard) und Reinhard Kolldehoff als Vorarbeiter der Farm (Robert J. Wilke).

## Kritiken
Roger Ebert sprach 1997 von einem der schönsten Filme, die jemals gedreht worden sind.

„In epischen Bildern von unvergleichlicher Schönheit entwickelt die Film-Ballade eine eigenwillige Mischung aus sozialkritischer Milieuzeichnung und Eifersuchtsmelodram mit kriminalistischem Ausklang, die zwar nicht konsequent durchdacht scheint, aber durch ihre meditative Beschaulichkeit und die daraus resultierende besinnliche Bildpoesie besticht.“

„Terrence Malicks Arbeit ist ein wahrer Augenschmaus, einerseits angefüllt mit den herrlichsten Landschaftsaufnahmen, andererseits ebenso mit realistischen Bildern vom harten Leben amerikanischer Landarbeiter zu Beginn des 20. Jahrhunderts versehen. […] Nestor Almendros hielt in unvergleichlicher Weise die Poesie der sich wiegenden texanischen Kornfelder mit dem einsamen Farmhaus in ihrer Mitte […] in langen, fast meditativen Einstellungen fest. Ein optisch in jeder Szene fesselndes, einfach erzähltes Melodrama […]“

„Malicks destruktiver distanzierender Inszenierungsstil mag den Eindruck ästhetischer Sterilität erwecken: Charaktere werden zu Chiffren reduziert, vehemente Leidenschaften scheinen zu visuellen Vignetten zu erfrieren. Doch Melodramen müssen nicht immer glühen. ‚Days of Heaven‘ ist ein eisgekühltes Melo. Ein Melo-Poem.“

„Tracking shots, die ohne klares Ziel im Verlauf enden, unterstreichen gemeinsam mit Ennio Morricones melancholisch-märchenhafter Musik die traumähnliche Note des Films, der dabei aber fest in einem sozialen und geschichtlichen Kontext verankert ist.[…]Wenn man die finale Apokalypse auf der Farm als Kriegsallegorie versteht, dann könnte man das Zweite-Weltkriegs-Drama Der schmale Grat, das der Regisseur erst zwanzig Jahre nach In der Glut des Südens drehen sollte, als späte Fortsetzung lesen.“

## Themen und Analyse
Der bekannte Philosoph Stanley Cavell, der an der Harvard University auch Malick als Student unterrichtet hatte, versuchte, Days of Heaven philosophisch zu deuten. Malick habe „entdeckt, wie man einen fundamentalen Fakt der fotografischen Basis des Films bestätigen kann: dass Objekte in der fotografischen Präsenz ihrer selbst auf der Leinwand partizipieren, sie partizipieren in der Neuschaffung ihrer selbst auf Filmband“. Malick knüpfe damit filmisch an zentrale Themen von Martin Heidegger wie dem Sein und Seienden an. Die selbstreferenzielle Natur filmischer Darstellung mache auch die Natur unserer Repräsentation der Welt uns gegenwärtig, was den denkenden Zuschauer zu zentralen Fragen von Heidegger führe. Auch der Blick des Films auf die Natur wurde von einigen Kritikern als an Heidegger anknüpfend gesehen, bei dem die Natur eine zugleich gegenwärtige und abwesende Kraft im Leben der Menschen sei. In Days of Heaven werden Tiere und Landschafen in langen Einstellungen in Szene gesetzt und sind für den Gefühlszustand der Figuren wie ein Echo, wodurch die Filmfiguren und die fotografierte Natur in Beziehung zueinander stehen.
Viele Kritiker hoben an Days of Heaven die zahlreichen Verweise auf biblische Geschichten und jüdisch-christliche Symbolik hervor. Bereits in dem Titel Days of Heaven könne man eine Sehnsucht nach einem Garten Eden und den Versuch, eine verlorene Unschuldigkeit des Seins wieder einzufangen, erkennen.
Days of Heaven enthält die wichtigsten Elemente des Westerngenres, die allerdings keine standardisierte Rolle wie in den meisten anderen Hollywood-Filmen spielen. Sowohl der Antiheld Bill als auch der Farmer, der mit seinem edlen Auftreten als ein klassischer Hollywood-Held gesehen werden könnte, sind am Ende des Filmes gescheitert und tot. Ein letztes Bild männlicher Kameradschaft, wie es sonst in vielen Western üblich ist, fehlt. Der Racheakt des Vorarbeiters am Filmende, in dem er Bill mit Hilfe der Polizei zur Strecke bringt, wäre in den meisten Western kathartisch, hier wirkt er sinnlos für den Vorarbeiter und die Zuschauer. Malick weise so auf die Illusionen der Westernmythen und die Geschichtsmythen im Allgemeinen hin. Die Erzählerstimme der jugendlichen Linda unterscheidet sich von den Erzählerstimmen der allermeisten Filme durch ihre naive Erzählhaltung und ihre Abwesenheit an wichtigen Filmstellen, sodass sie nicht wie andere Erzählerstimmen in Filmen eine einordnende und zusammenfassende Funktion hat.

## Auszeichnungen und Nominierungen
Im Jahr 2007 erfolgte die Aufnahme in das National Film Registry. Bei einer weltweiten Umfrage der BBC nach den besten amerikanischen Filmen aller Zeiten wurde Days of Heaven im Jahr 2015 auf Platz 49 gewählt. Bei der alle zehn Jahre stattfindenden Sight & Sound-Umfrage nach dem „besten Film aller Zeiten“ erhielt Days of Heaven 2012 die Stimmen von 14 befragten Kritikern und fünf Regisseuren, was in der Umfrage einen Platz knapp außerhalb der Top 100 bedeutete.
Oscarverleihung 1979
- Oscar in der Kategorie Best Cinematography für Néstor Almendros
- Nominierung in der Kategorie Best Costume Design für Patricia Norris
- Nominierung in der Kategorie Best Music, Original Score für Ennio Morricone
- Nominierung in der Kategorie Best Sound für John Wilkinson, Robert W. Glass junior, John T. Reitz und Barry Thomas

British Academy Film Award 1980
- Anthony Asquith Award for Film Music für Ennio Morricone

British Society of Cinematographers 1979
- Nominierung in der Kategorie Best Cinematography Award für Néstor Almendros

Internationale Filmfestspiele von Cannes 1979
- Auszeichnung in der Kategorie Best Director für Terrence Malick
- Nominierung Goldene Palme für Terrence Malick

David di Donatello Awards 1979
- David in der Kategorie Best Foreign Actor für Richard Gere (zum Teil)
- David in der Kategorie Best Screenplay – Foreign Film für Terrence Malick

Golden Globe Award 1979
- Nominierung in der Kategorie Best Director – Motion Picture für Terrence Malick
- Nominierung in der Kategorie Best Motion Picture – Drama

Los Angeles Film Critics Awards 1978
- LAFCA Award in der Kategorie Best Cinematography für Néstor Almendros

National Board of Review 1978
- NBR Award in der Kategorie Best Film – English Language

National Society of Film Critics Awards 1979
- NSFC Award in der Kategorie Best Cinematography für Néstor Almendros
- NSFC Award in der Kategorie Best Director für Terrence Malick

New York Film Critics Circle Awards 1978
- NYFCC Award in der Kategorie Best Director für Terrence Malick

Writers Guild of America 1979
- Nominierung WGA Award (Screen) in der Kategorie Best Drama Written Directly for the Screen für Terrence Malick